# Catharsius pandion
Catharsius pandion е вид бръмбар от семейство Листороги бръмбари (Scarabaeidae). Видът не е застрашен от изчезване.

## Разпространение
Разпространен е в Ботсвана, Мозамбик и Южна Африка.